# FK Hajduk Kula
Fudbalski klub Hajduk Kula (srbsky: Фудбалски клуб Хајдук Кула) byl srbský fotbalový klub sídlící ve městě Kula. Klub byl založen v roce 1912, zanikl v roce 2013 díky svým finančním problémům.

## Účast v evropských pohárech
| Ročník  | Soutěž          | Kolo             | Klub             | Doma | Venku | Celkem |
| ------- | --------------- | ---------------- | ---------------- | ---- | ----- | ------ |
| 1997    | Pohár Intertoto | Základní skupina | Halmstads BK     | 0:1  |       |        |
|         |                 | Základní skupina | Turun Palloseura |      | 2:1   |        |
|         |                 | Základní skupina | Kongsvinger IL   | 2:0  |       |        |
|         |                 | Základní skupina | KFC Lommel SK    |      | 2:3   |        |
| 2006/07 | Pohár UEFA      | 2. předkolo      | PFC CSKA Sofia   | 1:1  | 0:0   | 1:1    |
| 2007    | Pohár Intertoto | 2. kolo          | NK Maribor       | 5:0  | 0:2   | 5:2    |
|         |                 | 3. kolo          | UD Leiria        | 1:0  | 0:4   | 1:4    |